# Našli mě naši
Našli mě naši (v anglickém originále Relative Strangers) je americká filmová komedie z roku 2006. Režisérem filmu je Greg Glienna. Hlavní role ve filmu ztvárnili Danny DeVito, Kathy Bates, Ron Livingston, Neve Campbell a Beverly D’Angelo.

## Obsazení
| Danny DeVito       | Frank Menure           |
| Kathy Bates        | Agnes Menure           |
| Ron Livingston     | Richard Clayton/Menure |
| Neve Campbell      | Ellen Minnola          |
| Beverly D’Angelo   | Angela Minnola         |
| Bob Odenkirk       | Mitch Clayton          |
| Edward Herrmann    | Doug Clayton           |
| Christine Baranski | Arleen Clayton         |
| M. C. Gainey       | Spicer                 |
| Triple H           | wrestler               |
| Dave Batista       | wrestler               |